# Balada Siberiei
Balada Siberiei (titlul original: în rusă Сказание о земле Сибирской) este un film muzical melodramatic sovietic, realizat în 1947 de regizorul Ivan Pîriev, protagoniști fiind actorii Vladimir Drujnikov, Marina Ladînina, Boris Andreev și Vera Vasileva. 

## Rezumat
Pianistul Andrei Balașov, după ce a fost rănit la mână pe front în timpul Marelui Război pentru Apărarea Patriei, pierde ocazia de a studia cu seriozitate muzica. Fără să-și ia rămas bun de la prietenii săi și de la iubita sa Natașa, pleacă în Siberia. Lucrează la construcția unei uzine, iar seara cântă într-o ceainărie. Din întâmplare, condițiile meteorologice forțează avionul cu care prietenii lui, Boris Olenici și Natașa, zboară la o competiție în străinătate, să aterizeze pe aeroportul din localitate. Andrei îi întâlnește și asta îi schimbă viața. El călătorește în Arctica și este inspirat de munca constructorilor, pentru a scrie un oratoriu simfonic „Balada Siberiei”, care primește recunoaștere universală.

## Distribuție
- Vladimir Drujnikov – Andrei Balașov
- Marina Ladînina – Natalia Malinina
- Boris Andreev – Iakov Burmak
- Vera Vasileva – Anastasia Gusenkova
- Serghei Kalinin –  Kornei Zavarin, patronul salonului de ceai
- Elena Savițkaia – Kapitolina Kondratevna, bufetieră
- Vladimir Zeldin – Boris Olenici, pianist
- Mihail Sidorkin – Serghei Tomakurov
- Grigori Spiegel – Grigori Galaida
- Vasili Zaicikov – profesorul Vadim Igonin, unchiul Natașei
- Tatiana Barîșeva – clienta din salonul de ceai (nemenționat)
- Vladimir Dorofeev – Grigori Ivanovici (nemenționat)
- Piotr Liubeșkin – clientul din salonul de ceai (nemenționat)

## Melodii din film
Este un film muzical, cu melodii atât vechi cât și noi. Cele mai notabile melodii sunt:
- "Balada pământurilor Siberiene" (text de Evgheni Dolmatovski, muzica de Nikolai Kriukov)
- "Imnul Siberiei" (text de Evgeni Dolmatovski, muzica de Nikolai Kriukov)
- "Pe stepele sălbatice din Transbaikal" (По диким степям Забайкалья)

## Premii
În 1948, echipa de creație a filmului: Ivan Pyriev, Boris Andreev, Vladimir Druzhnikov, Marina Ladynina, Vera Vasilyeva, Yevgeny Pomeshchikov, Nikolai Rozhkov, Valentin Pavlov, Nikolai Kryukov au primit Premiul Stalin gradul I pentru filmul „Balada Siberiei”]].